# Черненко, Владимир Анатольевич
Влади́мир Анато́льевич Черне́нко (род. 10 марта 1950, Ленинград) — советский и российский учёный-экономист, доктор экономических наук (2001), профессор.

## Биография
Учился в 414 средней школе г. Ленинграда. В 1979 году окончил Ленинградский финансово-экономический институт. В 1987 году защитил кандидатскую диссертацию «О повышении роли потребительского кредита в решении социально-экономических задач».
Доктор экономических наук по специальности 08.00.10 «Финансы, денежное обращение и кредит», 27 декабря 2000 года защитил диссертацию в СПБГУЭФ, тема «Потребительский кредит в Российской Федерации» (научный консультант — известный российский экономист, доктор экономических наук, профессор Виктор Иванович Колесников (1941—2002), официальные оппоненты Г. Н. Белоглазова, Ю. И. Львов, Д. В. Шопенко).
Работает в Санкт-Петербургском государственном экономическом университете профессором кафедры финансов.
В СПБГЭУ также является также научным руководителем Международной сетевой магистерской программы «Финансовый менеджмент, учёт и управление рисками» в рамках реализации программы двух дипломов "Master of International Business «Corporate finance, Control and Risks» в сетевой форме с Университетом Париж-Дофин (Франция). Направление: Менеджмент.
Работает в Балтийском Государственном Техническом Университете «ВОЕНМЕХ» им. Д. Ф. Устинова преподавателем на факультете Международного промышленного менеджмента.

## Научная деятельность
Автор более 300 научных и научно-методических работ по корпоративным финансам, макроэкономике, региональной экономике, международным экономическим отношениям, оценке бизнеса, сфере услуг (монографий, учебников и учебных пособий, статей в ведущих рецензируемых научных журналах). Индекс Хирша — 18.
Подготовил более 25 кандидатов и докторов экономических наук.

## Основные труды
- Инвестиции /Черненко В. А., Федорова С. В., Федоров К. И., Евстафьева И. Ю., Юрьев С. В. Учебник для академического бакалавриата. — Санкт-Петербург, 2020.
- Система бизнес-аналитики компании /Черненко В. А. / В сборнике: Архитектура финансов: форсаж-развитие экономики в условиях внешних шоков и внутренних противоречий. Сборник материалов X Юбилейной международной научно-практической конференции. Под научной редакцией И. А. Максимцева, Е. А. Горбашко, В. Г. Шубаевой. — Санкт-Петербург, 2020. С. 298—300.
- Антикризисное управление /Черненко В. А., Шведова Н. Ю. Учебник и практикум / Высшее образование. — Москва, 2020. Сер. 76. (2-е изд., пер. и доп)
- АНТИКРИЗИСНОЕ УПРАВЛЕНИЕ. Черненко В. А., Шведова Н. Ю. Учебник и практикум / Москва, 2019. Сер. 58 Бакалавр. Академический курс (2-е изд., пер. и доп.)
- Финансовый анализ. Черненко В. А., Евстафьева И. Ю., Шведова Н. Ю., Гаврилова С. С., Макарова В. А., Панфилова О. В., Присяжная Р. И., Сахновская О. Е. Учебник и практикум / Москва, 2019. Сер. 61 Бакалавр и магистр. Академический курс (1-е изд.)
- Антикризисное управление. Черненко В. А., Шведова Н. Ю. Учебник и практикум / Москва, 2019. Сер. 68 Профессиональное образование (2-е изд., пер. и доп)
- Управление финансовой устойчивостью в условиях нестабильной экономической обстановки. Лядова Ю. О., Черненко В. А. В сборнике: Проблемы экономики, науки и образования в контексте реализации мультидисциплинарного подхода / Материалы научной конференции аспирантов СПбГЭУ. Под научной редакцией Е. А. Горбашко. — Санкт-Петербург, 2019. С. 104—105.
- Финансы рынков будущего. Черненко В. А., Леонтьев В. Е., Радковская Н. П., Воронов В. С., Пузыня Н. Ю., Петрова Н. П., Федоров К. И., Сахновская О. Е., Овечкина А. И., Федорова С. В., Панфилова О. В., Цацулин А. Н., Скороход А. Ю., Сацук Т. П., Львова Н. А., Буров А. Н., Присяжная Р. И., Кудрявцев А. А., Татаринцева С. Г., Лукина А. А. и др. — Санкт-Петербург, 2019.

## Награды
- Почетный работник высшего профессионального образования РФ[6].
- Член Российского профессорского собрания с 2017 года